# Richard Whateley West
Richard Whateley West (Dublino, 1848 – Fiesole, 1905) è stato un pittore irlandese.
Le sue opere sono esposte nella Richard West Memorial Gallery ad Alassio, città dove visse stabilmente dal 1888 e che è stata sua fonte di ispirazione per numerosi dipinti dell'ultimo periodo. I suoi quadri sono stati restaurati dal pittore alassino Luciano Lanati.